# Цоню Ганев
Цоню Стоев Ганев е български офицер, генерал-майор.

## Биография
Цоню Ганев е роден на 29 октомври 1896 година в Дебелец, Търновско. През 1917 година завършва Военното на Негово Величество училище и на 1 юли е произведен в чин подпоручик. Служи последователно в 69-и пехотен полк, 29-и пехотен ямболски полк и 16-и пограничен участък. През 1924 г. е назначен на служба в 16-а жандармерийска дружина, от 1925 г. е на служба в 7-а пехотна дружина, а от 1928 г. е помощник-началник на Шуменското бюро. През 1930 г. е назначен на служба в 19-и пехотен шуменски полк, от 1932 г. е домакин на 7-а дивизионна болница, а през 1934 г. последователно е назначен на служба в 7-и пехотен преславски полк и в Пехотната школа. На 6 май 1935 г. е произведен в чин майор и през 1936 г. е назначен на служба в 18-и пехотен етърски полк, след което от 1937 г. е в Столичното военно комендантство. През 1938 г. е назначен на служба в 1-ви пехотен софийски полк и на 6 май 1939 г. е произведен в чин подполковник.

### Втора световна война (1941 – 1945)
По време на Втората световна война (1941 – 1945) подполковник Ганев служи първоначално във Военното училище (1941), след което от 1942 г. е назначен на служба в 1-ви пехотен софийски полк. На 30 октомври 1942 г. е произведен в чин полковник. На 14 септември 1944 година е назначен за командир на 16-а пехотна дивизия, след което през 1945 г. поема командването на 4-та пехотна преславска дивизия, като на 5 април същата година е произведен в чин генерал-майор. В периода 3 септември 1946 – 15 септември 1950 е началник на Школата за запасни офицери. В периода 1950 – 1954 е заместник-началник на Военната академия по строевата работа. Пише книга, озаглавена „Сурови дни“. Награждаван е с орден „За храброст“, III степен, втори клас, орден „Свети Александър“, III степен, м.с., орден „Кутузов“, II степен, югославския орден „Партизански звезда“, II степен и „На унгарската свобода“, сребърен. През 1950 г. е разпитван от Държавна сигурност във връзка с предполагаема троцкистка организация, в която участват още Тодор Тошев, Лев Главинчев, Петко Кунин, Крум Лекарски, Стоян Трендафилов, Петър Илиев и Пецо Трайков.

## Семейство
Цоню Ганев е женен и има 2 деца.

## Военни звания
- Подпоручик (1 юли 1917)
- Поручик (30 юни 1919)
- Капитан (1926)
- Майор (6 май 1935)
- Подполковник (6 май 1939)
- Полковник (30 октомври 1942)
- Генерал-майор (5 април 1945)